# Cerdistus zelleri
Cerdistus zelleri là một loài ruồi trong họ Asilidae. Cerdistus zelleri được Schiner miêu tả năm 1862.